# 東京都道・千葉県道50号東京市川線

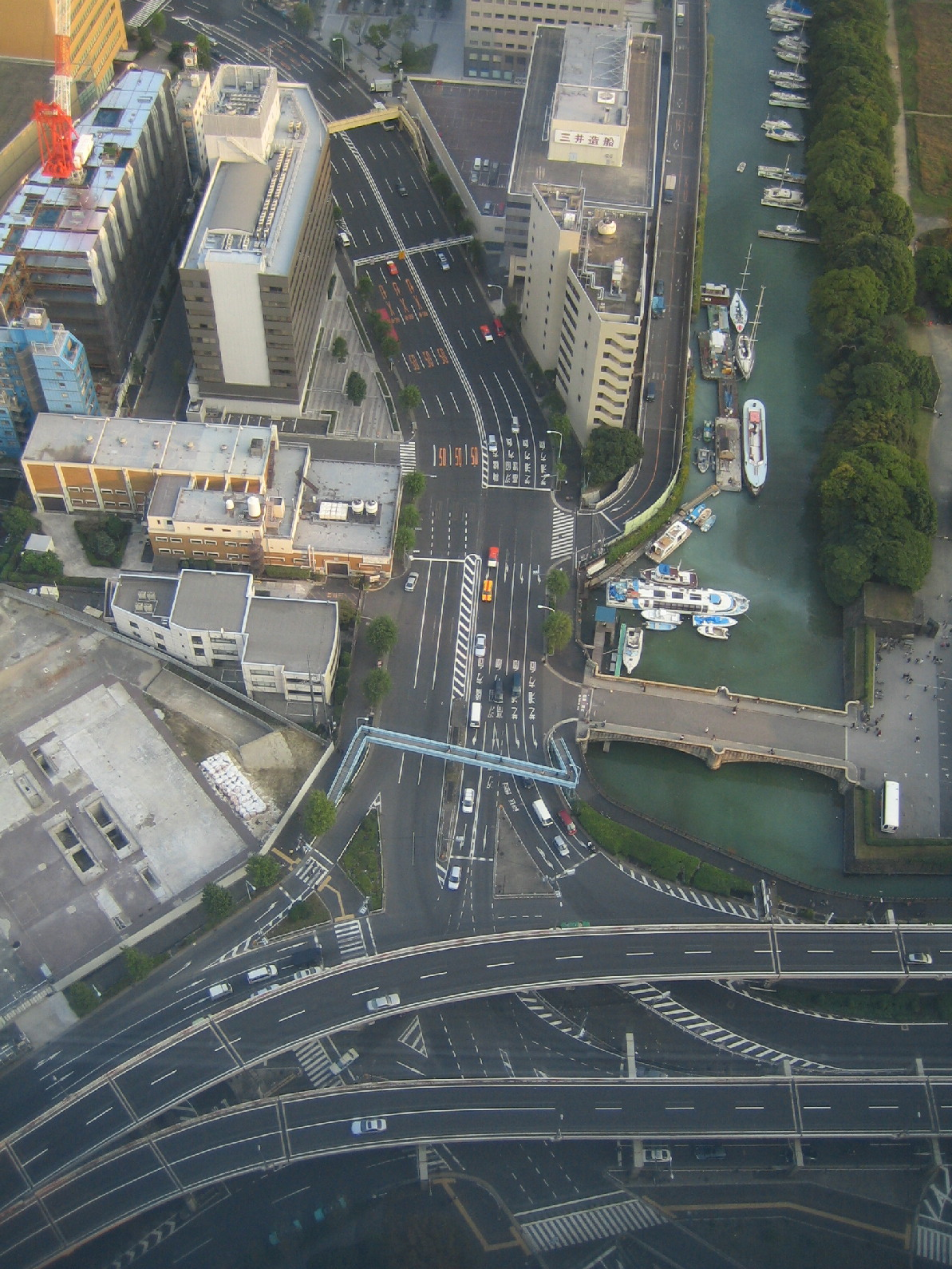
海岸通りとの交差。上が築地方面。

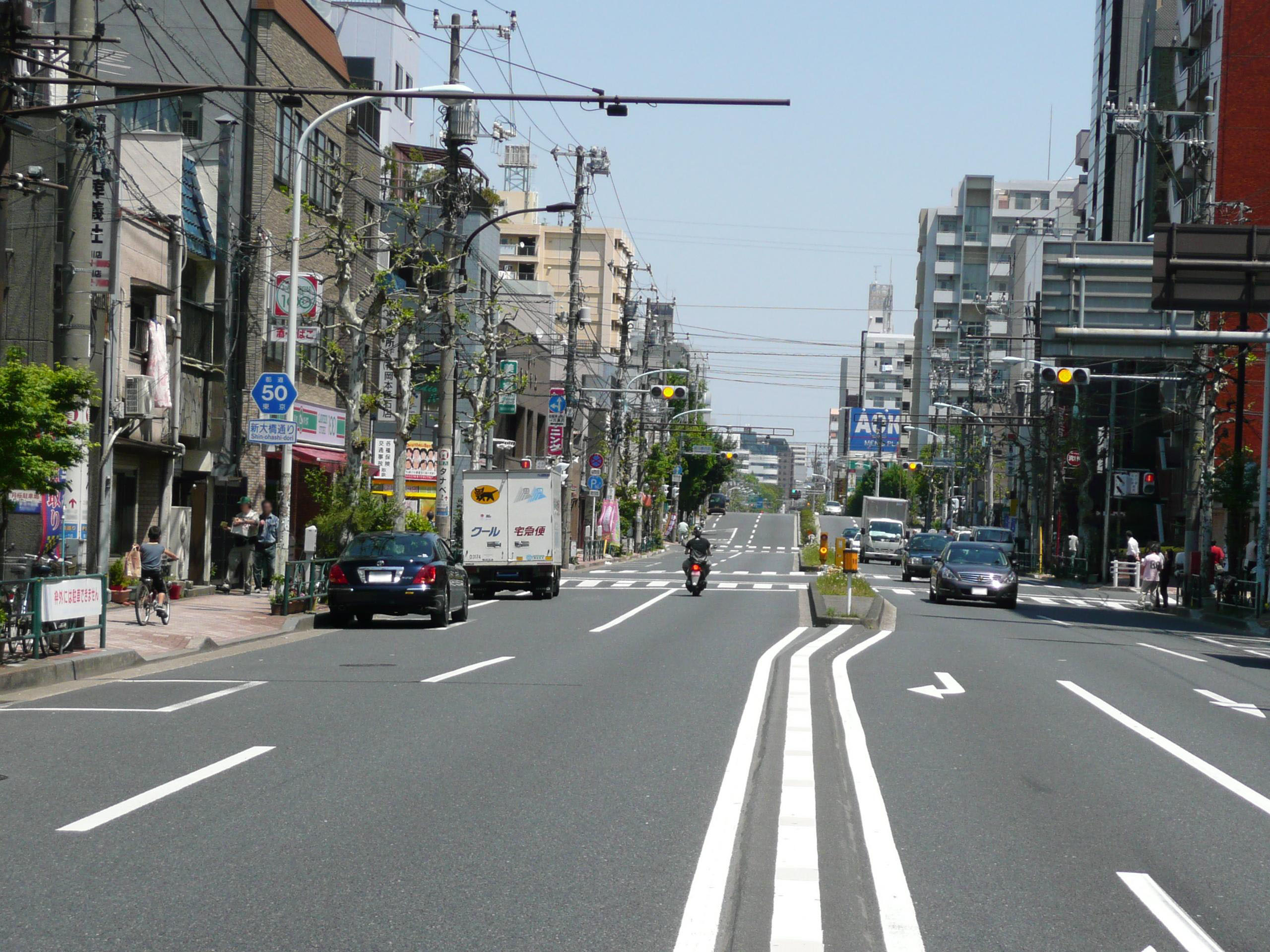
墨田区菊川駅付近（2010年5月）

東京都道・千葉県道50号東京市川線（とうきょうとどう・ちばけんどう50ごう とうきょういちかわせん）は、海岸通りの東京都中央区の汐先橋交差点から、千葉県市川市の千葉県道6号市川浦安線との交差点に至る都道・県道である。中央区内には支線も存在する。

## 概要
本線の起点から江戸川区と市川市境にある今井橋まで、路線の大部分を占める区間は、通称新大橋通りと呼ばれる（東京都通称道路名設定公告整理番号42）。主な通過地は、東京都中央区銀座側から、築地・八丁堀・日本橋茅場町・日本橋人形町・日本橋浜町、江東区森下・住吉・大島、江戸川区一之江で、千葉県市川市相之川に至る。東京湾に注ぐ隅田川は新大橋、荒川・中川は船堀橋、旧江戸川を今井橋でそれぞれ渡河する。中央区築地から日本橋蛎殻町までの区間では東京メトロ日比谷線が道路の地下を走っており、江東区新大橋（隅田川）から大島の大島駅付近まで、都営地下鉄新宿線が道路地下を走る。
本線の起点から旧青果門前交差点にかけてと、そこから築地大橋・黎明大橋を経て晴海に至る支線は都市計画道路環状2号線の一部を構成し、通称環二通りと呼ばれる（東京都通称道路名設定公告整理番号138）。現在、環二通りのうち中央区築地 - 港区新橋間（地下トンネル）が事業中である。

### 路線データ
本線
- 起点：東京都中央区銀座八丁目（東京都道316号日本橋芝浦大森線・東京都道481号新橋日の出ふ頭線支線交点〈汐先橋交差点〉）
- 終点：千葉県市川市相之川二丁目（千葉県道6号市川浦安線交点〈相之川交差点〉）

支線
- 起点：東京都中央区銀座八丁目（本線交点〈築地五丁目交差点・旧青果門前交差点〉）
- 終点：東京都中央区晴海五丁目（東京都道304号日比谷豊洲埠頭東雲町線支線・東京都道484号豊洲有明線支線交点〈月島警察署前交差点〉）

路線延長
- 東京都：*.* km
- 千葉県：0.715 km（実延長、令和3年4月1日現在[3]）

## 路線状況

### 道路通称名
- 新大橋通り（中央区銀座八丁目：起点〈汐先橋交差点〉 - 江戸川区江戸川三丁目：東京都・千葉県界〈今井橋〉） - 東京都道路通称名における道路名で、整理番号42。東京都内における道路の通称。
- 環二通り（中央区銀座八丁目：起点〈汐先橋交差点〉 - 中央区晴海五丁目〈月島警察署前交差点〉） - 東京都道路通称名における道路名で、整理番号138。※起点から築地五丁目交差点・旧青果門前交差点間は新大橋通りと重複

### 主な橋梁
- 新大橋（隅田川、東京都中央区 - 江東区）
- 船堀橋（荒川・中川、東京都江戸川区）
- 新今井橋（新中川、東京都江戸川区）
- 瑞江大橋（新中川、東京都江戸川区）
- 今井橋（旧江戸川、東京都江戸川区 - 千葉県市川市）
- 築地大橋（隅田川、東京都中央区）※環二通り
- 黎明大橋（朝潮運河、東京都中央区）※環二通り

## 地理

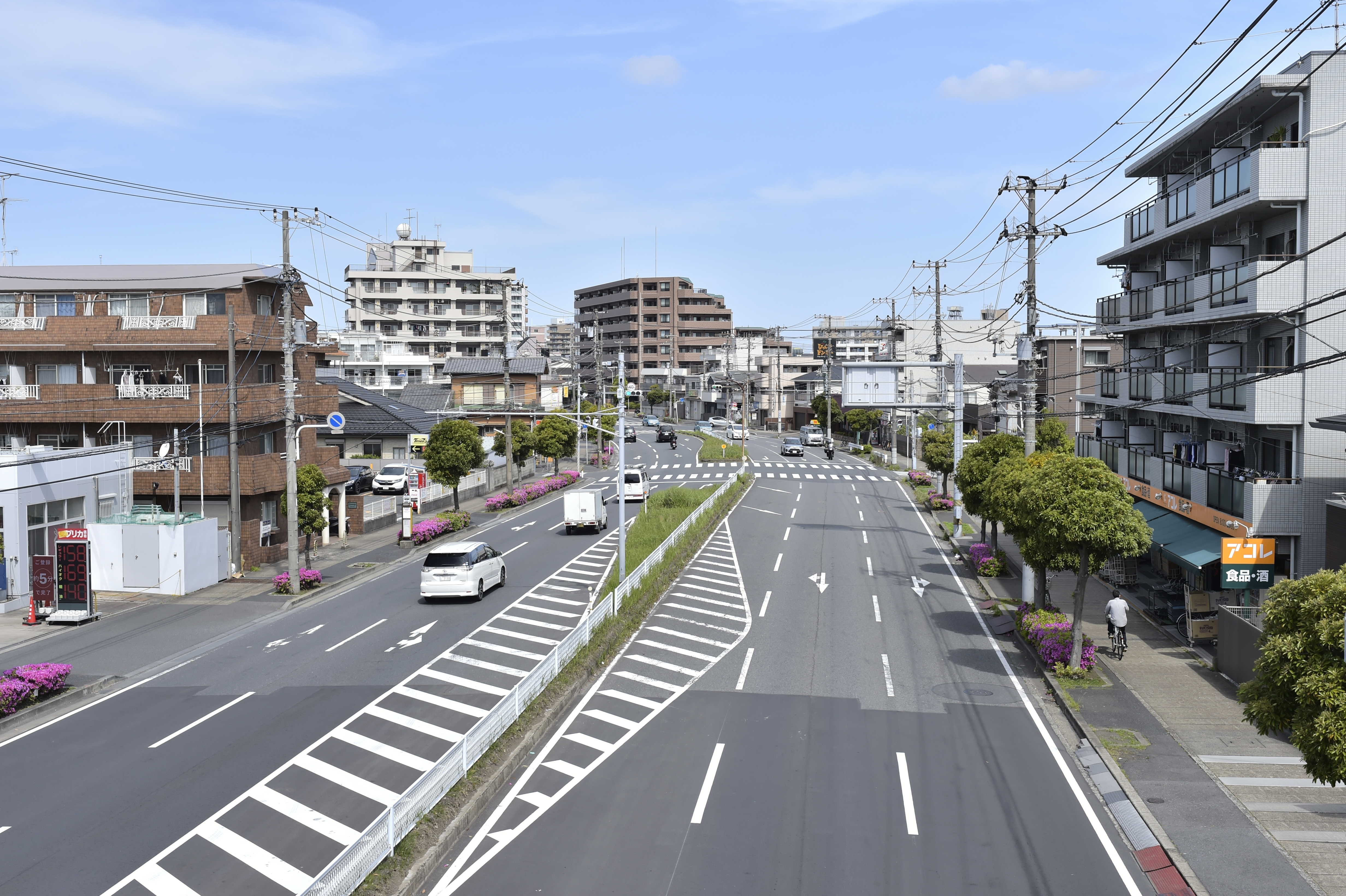
千葉県道50号東京市川線・市川市新井二丁目（2023年4月）

### 通過する自治体
- 東京都
  - 中央区
  - 江東区
  - 墨田区
  - 江戸川区
- 千葉県
  - 市川市

### 交差する主な道路

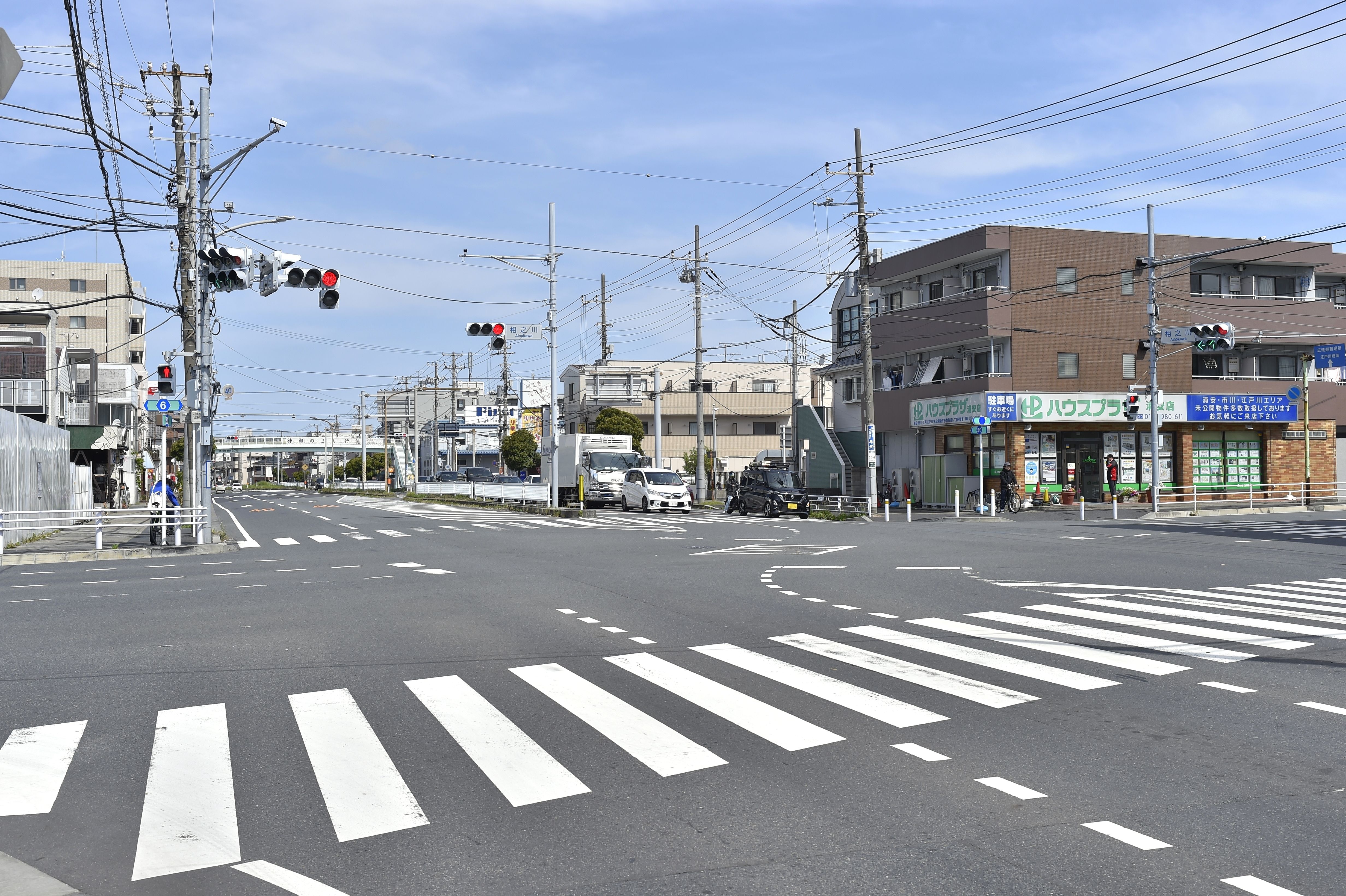
千葉県道50号東京市川線の終点・相之川交差点（市川市新井二丁目）

本線
| 接続する道路                                                  | 交差点名              | 所在地 | 所在地   |
| ------------------------------------------------------------- | --------------------- | ------ | -------- |
| 東京都道481号新橋日の出ふ頭線支線（環二通り）汐留・虎ノ門方面 |                       |        |          |
| 東京都道316号日本橋芝浦大森線（海岸通り）                     | 汐先橋                | 東京都 | 中央区   |
| 東京都道50号東京市川線支線（環二通り）                        | 築地五丁目 旧青果門前 | 東京都 | 中央区   |
| 東京都道304号日比谷豊洲埠頭東雲町線（晴海通り）               | 築地4丁目             | 東京都 | 中央区   |
| 首都高速都心環状線（新富町出口）・東京都道473号新富晴海線     | 入船橋                | 東京都 | 中央区   |
| （鍛冶橋通り）                                                | 本八丁堀              | 東京都 | 中央区   |
| （八重洲通り）                                                | 八丁堀                | 東京都 | 中央区   |
| 東京都道10号東京浦安線（永代通り）                            | 茅場町1丁目           | 東京都 | 中央区   |
| 首都高速6号向島線                                             | ※接続しない           | 東京都 | 中央区   |
| （人形町通り）                                                | 水天宮前              | 東京都 | 中央区   |
| 東京都道474号浜町北砂町線（清洲橋通り）                       | 浜町中の橋            | 東京都 | 中央区   |
| 東京都道463号上野月島線（清澄通り）                           | 森下駅前              | 東京都 | 江東区   |
| 東京都道319号環状三号線（三ツ目通り）                         | 菊川駅前              | 東京都 | 墨田区   |
| 東京都道465号深川吾嬬町線（四ツ目通り）                       | 住吉2丁目             | 東京都 | 江東区   |
| 東京都道306号王子千住夢の島線（明治通り）                     | 区民センター前        | 東京都 | 江東区   |
| 東京都道476号南砂町吾嬬町線（丸八通り）                       | 大島6丁目             | 東京都 | 江東区   |
| 東京都道477号亀戸葛西橋線                                     | 大島8丁目             | 東京都 | 江東区   |
| 東京都道449号新荒川堤防線                                     |                       | 東京都 | 江戸川区 |
| 首都高速中央環状線                                            | 船堀橋出入口          | 東京都 | 江戸川区 |
| 東京都道450号新荒川葛西堤防線                                 |                       | 東京都 | 江戸川区 |
| 東京都道308号千住小松川葛西沖線（船堀街道）                   | 船堀橋東詰            | 東京都 | 江戸川区 |
| 東京都道318号環状七号線（環七通り）                           | 葛西工業高校前        | 東京都 | 江戸川区 |
| 東京都道450号新荒川葛西堤防線（篠崎街道）                     |                       | 東京都 | 江戸川区 |
| 千葉県道6号市川浦安線                                         | 相之川                | 千葉県 | 市川市   |
| （南行徳駅前通り）南行徳駅・国道357号方面                     |                       |        |          |

支線
| 接続する道路                                                          | 交差点名              | 所在地 | 所在地 |
| --------------------------------------------------------------------- | --------------------- | ------ | ------ |
| 東京都道50号東京市川線本線（新大橋通り）                              | 築地五丁目 旧青果門前 | 東京都 | 中央区 |
| （清澄通り）                                                          | 勝どき陸橋            | 東京都 | 中央区 |
| 東京都道304号日比谷豊洲埠頭東雲町線支線                               | 月島警察署前          | 東京都 | 中央区 |
| 東京都道484号豊洲有明線支線（環二通り）豊洲市場、東京ビッグサイト方面 |                       |        |        |

### 沿線

#### 本線
東京都中央区
- 浜離宮恩賜庭園
- 築地場外市場
- 朝日新聞社
- 築地市場駅
- 築地本願寺
- 築地駅
- 新富町駅
- 八丁堀駅
- 茅場町駅
- 水天宮前駅
- 浜町駅
- 浜町公園

東京都江東区
- 森下駅

東京都墨田区
- 菊川駅

東京都江東区
- 住吉駅
- 猿江恩賜公園
- 西大島駅
- 大島駅
- 東大島駅
- 大島小松川公園

東京都江戸川区
- 船堀駅
- 一之江駅
- 南行徳駅

#### 支線
東京都中央区
- 月島警察署 ※環二通り
- 中央清掃工場 ※環二通り